# Janet Young
Janet Mary Young, baronowa Young (ur. 23 października 1926 w Widnes w hrabstwie Lancashire, zm. 6 września 2002 w Oksfordzie) – brytyjska polityk, członek Partii Konserwatywnej, pierwsza kobieta, która przewodniczyła Izbie Lordów, jedyna kobieta, którą premier Margaret Thatcher powołała do swojego gabinetu.
Urodziła się jako Janet Mary Baker, córka Johna Bakera i Phyllis Hancock. Wykształcenie odebrała w Headington School w Oksfordzie, Mt. Holyoke College w Massachusetts oraz w St Anne’s College na Uniwersytecie Oksfordzkim. W 1950 r. poślubiła dr Geoffreya Younga i miała z nim trzy córki.
Karierę polityczną zaczynała w radzie miasta Oksford. Została wybrana do rady w 1957 r., a w 1967 r. została jej przewodniczącą. W 1971 r. została na wniosek premiera Edwarda Heatha kreowana parem dożywotnim jako baronowa Young i zasiadła w Izbie Lordów. W 1972 r. została Lordem-in-Waiting. W 1973 r. objęła stanowisko podsekretarza stanu w ministerstwie środowiska. W latach 1979–1981 piastowała analogiczne stanowisko w departamencie edukacji i nauki. W 1981 r. została przewodniczącą Izby oraz Kanclerzem Księstwa Lancaster. W 1982 r. została Lordem Tajnej Pieczęci, pozostając jednocześnie na stanowisku przewodniczącego. W gabinecie zasiadała do 1983 r.
W późniejszych latach była ministrem stanu w Foreign Office w latach 1983–1987, dyrektorką National Westminster Bank plc w latach 1987–1996, dyrektorem Marks & Spencer plc w latach 1987–1997 oraz kanclerzem Uniwersytetu Greenwich od 1993 r. Gorliwie sprzeciwiała się liberalizacji przepisów dotyczących osób homoseksualnych. Próbowała zablokować w Izbie Lordów projekt zrównania wieku osób legalnie dopuszczających się kontaktów homo- i heteroseksualnych, a także przeciwstawiała się uchyleniu sekcji 28 Local Government Act z 1988 r., dotyczącego zakazu „promocji homoseksualizmu” w szkołach. W obu przypadkach poniosła porażkę.
Zmarła w 2002 r. po długiej walce z rakiem.